# Musée de la ville de Düsseldorf
Le musée de la ville de Düsseldorf (Stadtmuseum Düsseldorf) dans la Rhénanie-du-Nord-Westphalie, créé en 1874, est le plus ancien musée de la ville de Düsseldorf.
Le musée fut créé après que la ville de Düsseldorf ait reçu en 1873, à la suite de la mort du baron Richard von Stutterheim plusieurs peintures à l'huile de sa collection personnelle. La ville décida de créer une structure pérenne afin de les conserver. C'est ainsi qu'est créé le Musée d'histoire de la ville de Düsseldorf qui reçoit en 1933 le nom de Musée de la ville de Düsseldorf.
Le musée est aujourd’hui principalement centré sur l'histoire de la ville de Düsseldorf et archive tout particulièrement des photos qui sont en lien avec la ville et ses environs, mais aussi des graphiques, maquettes de la ville et des bâtiments, cartes, vidéos, installations. Il présente également des expositions temporaires tous les mois avec des artistes et des sujets plus contemporains. Situé près de Carlsplatz en plein centre-ville de Düsseldorf, le musée dispose d'un jardin et se trouve juste à côté d'un parc.
Le musée de la ville contient différentes salles mettant en scène les différentes époques de l'histoire de la ville, une bibliothèque, un café et une salle de conférence.

## Histoire
À la suite de la création de ce musée d'histoire grâce à la donation de plusieurs peintures de la collection personnelle du Baron Richard von Stutterheim, c'est le prince Georges de Prusse qui est devenu le protecteur du musée et de ses collections. De 1879 à 1902, il a permis au musée de s'agrandir ainsi que d'enrichir ses collections. Il a notamment participer à l'enrichissement de la collection de portraits du musée.
C'est Ludwig Heitland qui est de 1884 à 1893 le curateur du musée dont il devient le directeur en 1913. C'est ensuite Karl Koetschau qui devient le directeur du musée d'histoire tout en étant le directeur d'autres musée de Düsseldorf, le musée Hetjens (de) et le Museum Kunstpalast.
Depuis le 2 septembre 2003, c'est Susanne Anna (de) qui est à la direction du Stadtmuseum.

## Liens externes

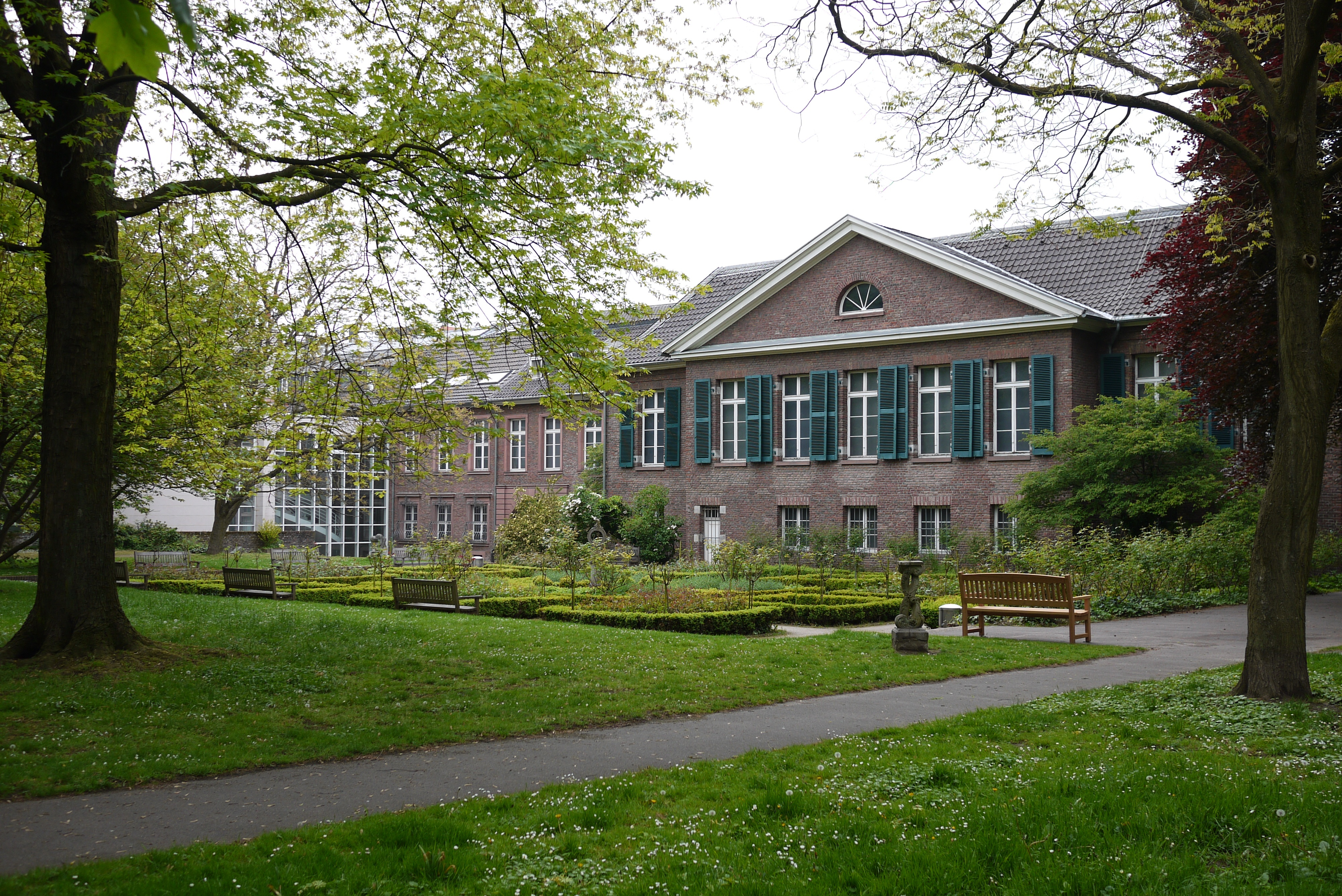
Vue du jardin sur l'arrière du musée de la ville.